# Super Tuesday
Nel contesto delle elezioni presidenziali degli Stati Uniti, i due principali partiti, Democratico e Repubblicano, selezionano il proprio candidato alla presidenza attraverso le primarie o i caucus. Per tradizione, gli elettori sono chiamati al voto in varie date, a seconda dello Stato di residenza, solitamente un martedì. È detto Super Tuesday (in italiano Supermartedì) il giorno, appunto un martedì, in cui va al voto il maggior numero di Stati.

## Storia
Solitamente, in tale giorno, si comincia ad avere un'idea piuttosto chiara di chi sarà il candidato Presidente, che sarà poi nominato in estate durante le convention dei delegati. Una notevole eccezione fu il 2008, quando la sfida tra Barack Obama e Hillary Clinton in 23 Stati, il numero più alto di sempre, finì in un sostanziale pareggio. Dal 1988, anno in cui la locuzione inizia ad essere molto usata nei media, i candidati di entrambi i principali partiti che nel Super Tuesday hanno vinto nel maggior numero di Stati, sono risultati i candidati della propria formazione alla presidenza.
L'ultimo Super Tuesday si è tenuto il 5 marzo 2024.